# موران أتياس
موران أتياس (بالعبرية: מורן אטיאס‏); مواليد 9 أبريل 1981) ممثلة إسرائيلية أمريكية ولدت لأبويين يهوديين من أصل مغربي. كانت خطتها أن تصبح فرد في الجيش الإسرائيلي، لكنها أصيب بمرض في عمر السابعة عشر. فسافرت إلى ألمانيا ثم إيطاليا للعمل كعارضة أزياء، وبعدها اتجهت للعمل بالتمثيل. من أشهر أفلامها: الأيام الثلاثة القادمة عام 2010، فيلم عيون مجنونة عام 2012، وفيلم الشخص الثالث عام 2013.

## روابط خارجية
- موران أتياس على موقع IMDb (الإنجليزية)
- موران أتياس على موقع روتن توميتوز (الإنجليزية)
- موران أتياس على موقع ألو سيني (الفرنسية)
- موران أتياس على موقع أول موفي (الإنجليزية)
- موران أتياس على موقع قاعدة بيانات الأفلام السويدية (السويدية)
- موران أتياس على موقع قاعدة بيانات الفيلم (الإنجليزية)
- موران أتياس على موقع دليل عارضات الأزياء (الإنجليزية)
- Moran Atias photos on تي في غايد